# Edgar Reuterskiöld
Edgar Hans Kasimir Reuterskiöld, född 19 oktober 1872 i Göteborg, död 14 augusti 1932 i Stockholm, var en svensk religionshistoriker och biskop.

## Biografi
Reuterskiöld blev student 1892, filosofie doktor 1908 på en avhandling i religionshistoria betitlad "Till frågan om uppkomsten av sakramentala måltider, med särskild hänsyn till totemis-men", docent i religionshistoria 1910, teologie kandidat 1912, varefter han fick förordnande att vid teologiska fakulteten uppehålla den professur i teologiska prenotioner och teologisk encyklopedi som Nathan Söderblom innehade. År 1916 efterträdde han Söderblom som professor i teologiska prenotioner och teologisk encyklopedi, allt vid Uppsala universitet. Han prästvigdes 1913 och promoverades 1917 i Uppsala till teologie doktor. Han tog livlig del i den kristliga student- och gymnasiströrelsen och var inspektor på Göteborgs nation i Uppsala under 1919–1928, därefter blev han biskop i Växjö stift 1928–1932. Redan 1920 hade han varit aktuell för ett biskopsämbete.
Med sitt stora intresse för kyrkans praktiska angelägenheter fick Edgar Reuterskiöld uppdrag som exempelvis ledamot av styrelserna för olika kyrkliga undervisningsanstalter. Han var även en eftersökt talare vid kyrkliga konferenser och möten.
Reuterskiöld blev kommendör av Nordstjärneordens 1:a klass den 6 juni 1931 (ledamot 1923).
Edgar Reuterskiöld hade ett djupt intresse för iranska religioner, främst zoroastrismen, och skrev en monografi om Zarathustras religionshistoriska ställning.

### Familj
Reuterskiöld var son till föreståndaren för Göteborgs privata elementarskola, löjtnant Heribert Reuterskiöld (1828–1889) och Christina, född Wessberg (1831–1916). Han ingick äktenskap 1908 med Annie, född Ekeroth (1885–1972), som var dotter till ingenjör Gösta Ekeroth (1858–1923) och hans första hustru Anna, född Wahlstedt (1862–1911). Dottern Margareta (1914–1969) var byrådirektör och gift med Lennart Almén.